# Spilotragoides griseomaculatus
Spilotragoides griseomaculatus là một loài bọ cánh cứng trong họ Cerambycidae.